# Ле Со, Йорик
Йорик Ле Со (фр. Yorick Le Saux; род. 10 августа 1968, Нёйи-сюр-Сен, Франция) — французский кинооператор.

## Биография
Родился 10 августа 1968 года в коммуне Нёйи-сюр-Сен, Франция. Учился в киношколе Ля Феми, закончил обучение в 1994 году. Карьеру кинооператора начинал со съемок короткометражных фильмов. Известен по фильмам «Бассейн», «Выживут только любовники» и «Персональный покупатель». Регулярно сотрудничает с режиссёрами Франсуа Озоном и Оливье Ассаясом. В 2010 году был номинирован на премию «Спутник» за лучшую операторскую работу в фильме «Я — это любовь». В 2015 году получил номинацию на премию «Сезар» за лучшую операторскую работу в фильме «Зильс-Мария».

## Избранная фильмография
- 1996 — Летнее платье / Une robe d’ete (реж. Франсуа Озон)
- 1997 — Увидеть море / Regarde La Mer (реж. Франсуа Озон)
- 1998 — Крысятник / Sitcom (реж. Франсуа Озон)
- 2003 — Бассейн / Swimming Pool (реж. Франсуа Озон)
- 2004 — 5×2 / 5x2 (реж. Франсуа Озон)
- 2006 — Когда я был певцом / Quand j’etais chanteur (реж. Ксавье Джанноли)
- 2009 — Я — это любовь / Io sono l’amore (реж. Лука Гуаданьино)
- 2010 — Карлос / Carlos (первая серия) (реж. Оливье Ассаяс)
- 2010 — Отчаянная домохозяйка / Potiche (реж. Франсуа Озон)
- 2012 — Порочная страсть / Arbitrage (реж. Николас Джареки)
- 2013 — Выживут только любовники / Only Lovers Left Alive (реж. Джим Джармуш)
- 2014 — Зильс-Мария / Clouds of Sils Maria (реж. Оливье Ассаяс)
- 2015 — Большой всплеск / A Bigger Splash (реж. Лука Гуаданьино)
- 2016 — Персональный покупатель / Personal Shopper (реж. Оливье Ассаяс)
- 2018 — Двойная жизнь / Doubles vies (реж. Оливье Ассаяс)
- 2018 — Высшее общество / High Life (реж. Клер Дени)
- 2019 — Афера в Майами / Wasp Network (реж. Оливье Ассаяс)
- 2019 — Маленькие женщины / Little Women (реж. Грета Гервиг)